# Huang Guan Shan
Der Huang Guan Shan (chinesisch 皇冠山, Pinyin Huáng Guān Shān – „Kaiserkronenberg“; auch The Crown, englisch für „die Krone“) ist ein 7295 m hoher Berg im zentralen Karakorum im autonomen Gebiet Xinjiang (Volksrepublik China).

## Lage
Er ist der höchste Punkt der Wesm-Berge (auch Yengisogat).

## Besteigungsgeschichte
Die Erstbesteigung gelang im Jahr 1993 einer japanischen Expedition über die Ostwand.
Am 22. Juli erreichten Akito Yamasaki, Yasuyuki Aritomi und Kazuo Tokushima den Gipfel.
Am 27. Juli folgten ihnen Hideki Sakai, Tetsuya Abe, Mikio Suzuki und Kunihito Nakagawa.
Am 28. Juli waren Masato Kameda, Masanori Nakashima, Hitoshi Miyasaka und Shinya Sasamori auf dem Gipfel sowie am 29. Juli Masanori Natsume, Kiyoshi Matsuoka und Tetsuya Hasegawa.